# Utricularia ochroleuca
Utricularia ochroleuca este o specie de plante carnivore din genul Utricularia, familia Lentibulariaceae, ordinul Lamiales, descrisă de R. Hartmann. Conform Catalogue of Life specia Utricularia ochroleuca nu are subspecii cunoscute.